# Pandemia de COVID-19 no Quênia
Este artigo documenta os impactos da pandemia de COVID-19 no Quênia(pt-BR) ou Quénia(pt-PT?) e pode não incluir todas as principais respostas e medidas contemporâneas.

## Linha do tempo

### Março
Em 13 de março, foi confirmado o primeiro caso no Quênia, uma queniana de 27 anos que viajou dos EUA e fez uma ponte em Londres. O governo queniano identificou e isolou um número de pessoas que entraram em contato com o primeiro caso.
Em 15 de março, o secretário de saúde do Quênia, Mutahi Kagwe, anunciou que duas pessoas que estavam sentadas ao lado da paciente inicial da aeronave em trânsito nos Estados Unidos também haviam testado positivo para o vírus. As escolas foram fechadas e as reuniões públicas foram proibidas. Também como resultado, as fronteiras do país foram fechadas para todos, exceto cidadãos quenianos e residentes legais. Em 16 de março, o governo através do porta-voz do coronel Cyrus Oguna disse em uma atualização que havia outras três pessoas suspeitas de serem portadoras do vírus Corona e que seus resultados seriam divulgados em breve.
Em 17 de março, foi anunciado pela Secretaria de Saúde que um quarto caso havia sido diagnosticado. Em 18 de março, mais três casos foram confirmados pelo Secretário de Saúde, elevando o total de casos confirmados no Quênia para sete. As escolas foram fechadas devido à doença. Isto é para reduzir ainda mais a propagação da doença. Em 22 de março, mais oito casos foram confirmados pela Secretaria de Saúde, elevando o total de casos confirmados para 15. O governo está localizando 363 pessoas que se acredita terem tido contato com os 8.
Em 26 de março, foram registrados mais três casos, elevando o total de casos confirmados para 31. Além de Nairóbi, o governo confirmou que os casos de vírus corona no Quênia estão espalhados por outros quatro municípios, como Kajiado, Mombaça, Kilifi e Kwale. Na mesma data, foi relatada a primeira morte de uma pessoa infectada com o vírus corona no Quênia. O paciente era um queniano de 66 anos que havia retornado recentemente de uma viagem de negócios em Eswatini e havia transitado pelo Aeroporto Internacional Oliver Tambo em Joanesburgo na África do Sul. Não se sabe onde exatamente ele contraiu o vírus.
Em 28 de março, o Ministério da Saúde confirmou mais 7 casos, elevando o total de casos confirmados de covid-19 no Quênia para 38. No mesmo dia, o governo anunciou que 2 pacientes que haviam testado positivo anteriormente tinham resultado negativo e aguardavam para um segundo teste para confirmar que eles haviam se recuperado completamente.
Em 29 de março, foram registrados mais quatro casos, elevando o total para 42 casos confirmados. Durante uma reunião no domingo, o secretário do Gabinete de Saúde, Mutahi Kagwe, disse que dos quatro, um é queniano, um estadunidense, um camaronês e um burquinense. Kagwe disse que três dos casos foram baseados em Nairóbi e um em Mombaça. O CS disse que dos 42 casos, 24 são do sexo masculino e 18 do sexo feminino. Nairóbi lidera com 31 casos, seguidos por Kilifi (seis), Mombasa (Três) e Kwale e Kajiado, cada um.
Em 30 de março, os casos de coronavírus no Quênia aumentaram em 8, com o total agora chegando a 50 que foram confirmados, disse o secretário do Gabinete de Saúde, Mutahi Kagwe, na segunda-feira que dos oito casos confirmados, seis eram baseados em Nairóbi, um em Kitui e um em Mombaça.
Em 31 de março, os casos de coronavírus no Quênia aumentaram 9, elevando o total para 59 casos confirmados até o momento.

### Abril
Em 1º de abril, os casos de coronavírus do Quênia aumentaram 22, elevando o total para 81 casos confirmados até o momento. Além disso, o governo queniano confirmou que o primeiro e o terceiro casos relatados haviam se recuperado completamente do vírus, elevando o número total de pacientes recpuerados no país para três.
Em 2 de abril, foram confirmados mais 29 casos, elevando o número total de casos para 110. O governo relatou mais um paciente recuperado, aumentando o total de recuperados para quatro. Além disso, mais duas mortes foram confirmadas, uma em Nairóbi e a em Mombaça, elevando para três o número total de mortes por coronavírus. Nesse mesmo dia, o presidente Uhuru Kenyatta, pediu desculpas pelo excesso de violência policial para assegurar que as pessoas fiquem em casa. O país optou pela estratégia de toque de recolher a partir das sete horas da noite.
Em 4 de abril, mais 4 casos foram registrados após uma testagem em 325 casos suspeitos.
Em 6 de abril, o presidente, Uhuru Kenyatta anunciou a quarentena na área metropolitana de Nairóbi por um período de contenção de 21 dias; outros municípios afetados pela cessação são; Mombaça, Kilifi e Kwale, que entrariam em vigor a partir de 8 de abril. Também, nessa data a guia turística brasileira, Rachel Varoto, faleceu no país de malária. Por ser enquadrada por suspeita de coronavírus, ela foi levada à área de isolamento. Porém, a equipe médica não quis se aproximar da paciente e não fez nenhum exame de sangue.
Em 13 de abril, o país registrava 197 casos confirmados, 25 pacientes recuperados e 8 mortes.
Em 15 de abril, foi anunciado que o número total de casos chegou a 225, com um total de 10 mortes e 53 pacientes recuperadas.  Nesse mesmo dia, o Ministério da Saúde do Quênia reportou 9 novos casos, aumentando o número total de casos para 225, 12 novas recuperações, aumentando assim o número total de recuperações para 53. O Ministério também informou 1 nova fatalidade, aumentando o número total de fatalidades para 10. Também no dia 15, 2366 pessoas foram testadas em 15 de abril de 2020, 1911 pessoas foram liberadas após testes negativos e 455 pessoas ainda estavam sujeitas a acompanhamento, de acordo com estatísticas fornecidas pelo Ministério da Saúde do Quênia.

### Maio
As restrições de viagem reduziram as indústrias hoteleiras, turísticas e de floricultura do Quênia.

No dia 15 de maio, o país registrava 758 casos, 42 mortes e 284 casos recuperados.